# Hymn Białorusi
Państwowy hymn Republiki Białorusi (biał. Дзяржаўны гімн Рэспублікі Беларусь, Dziarżauny himn Respubliki Biełaruś, ros. Государственный гимн Республики Беларусь, Gosudarstwiennyj gimn Riespubliki Biełaruś) – uroczysta pieśń patriotyczna, będąca jednym z symboli niepodległej Białorusi. Autorem muzyki, wykorzystanej już w hymnie Białoruskiej SRR z 1955 roku, jest Niescier Sakałouski. Do dawnej melodii Uładzimir Karyzna napisał nowe słowa, podobne do radzieckiej wersji autorstwa Michaiła Klimkowicza. Przyjęcie hymnu 2 lipca 2002 roku było ostatnim – po przywróceniu w 1995 roku zmodyfikowanego radzieckiego godła i flagi – etapem formowania symboliki Republiki Białorusi.

## Rys historyczny

### Hymny nieoficjalne
Na początku XX wieku nieoficjalnym hymnem – symbolem białoruskiego odrodzenia – był Biełaruski himn (Беларускі гімн). Był to wiersz A chto tam idzie... (А хто там ідзе…) autorstwa Janki Kupały, do którego Ludomir Michał Rogowski napisał muzykę. W latach dwudziestych za hymn uchodził utwór z 1919 roku My wyjdziem szczylnymi radami (Мы выйдзем шчыльнымі радамі) autorstwa poety Makara Kraucoua i kompozytora Uładzimira Terauskiego. Rozpowszechniony był szczególnie na Zachodniej Białorusi i śpiewany podczas okupacji niemieckiej. Do dziś pozostaje hymnem Białorusinów – zwolenników rządu Białoruskiej Republiki Ludowej na emigracji. W 1943 roku Natalla Arsienniewa napisała wzniosły wiersz-modlitwę Mahutny Boża (Магутны Божа), cztery lata później Mikałaj Rawienski stworzył do niego muzykę. Utwór został uznany za hymn religijno-patriotyczny i do dziś śpiewany jest na zakończenie narodowych imprez kulturalnych.

### Hymn BSRR
W okresie międzywojennym od 1922 roku oficjalnym hymnem socjalistycznej Białorusi była Międzynarodówka przetłumaczona na język rosyjski i obowiązująca w całym ZSRR. W 1943 roku, gdy sytuacja międzynarodowa wymogła na Józefie Stalinie dokonania zmian na gruncie ideologicznym, mających na celu zacieśnienie współpracy z aliantami przeciwko hitlerowskim Niemcom, postanowiono stworzyć nowy hymn ZSRR. Zatwierdzono go 15 marca 1944 roku. 
Miesiąc później, w kwietniu 1944 roku w Moskwie przystąpiono do prac nad stworzeniem hymnów poszczególnych republik wchodzących w skład ZSRR, w tym Białorusi. 9 kwietnia 1945 roku w Mińsku odbył się konkurs, w którym zwyciężył utwór kompozytora Anatola Bahatyroua i poetów Kandrata Krapiwy i Piatrusia Brouki Szumić nasza sława (Шуміць наша слава). Pomimo wytypowania zwycięzcy, utwór nie uzyskał statusu hymnu BSRR. 
Pierwsza wersja utworu My – biełarusy (Мы – беларусы) w kompozycji Niesciera Sakałouskiego ze słowami Michaiła Klimkowicza powstała w 1944 roku i również została przedstawiona do rozpatrzenia jury, jednak nie przeszła do ostatniego etapu konkursu prawdopodobnie z dwóch powodów: Michaił Klimkowicz oficjalnie nie brał udziału w pracach nad stworzeniem hymnu, ponieważ znajdował się wówczas na okupowanym przez Niemców terytorium, zaś Niescier Sakałouski nie miał wyższego wykształcenia muzycznego, choć zapisał się w historii muzyki białoruskiej jako utalentowany twórca piosenek. W 1949 roku kompozytor stworzył drugi wariant melodii pieśni. 
Trwające dekadę prace nad ustanowieniem hymnu BSRR zakończyły się 24 września 1955 roku, gdy Prezydium Rady Najwyższej Białoruskiej SRR zatwierdziło tekst i muzykę hymnu republiki radzieckiej. W poprzedzającym ten fakt konkursie wzięło udział jedenastu poetów i czternastu kompozytorów. Wybrano znany już utwór My – biełarusy autorstwa duetu Klimkowicza i Sakałouskiego.

### Hymn Republiki Białorusi
Po ogłoszeniu niepodległości w 1991 rząd Białorusi zwlekał z przyjęciem nowego hymnu, choć w latach 1991–1992 autor hymnów kilku miast i organizacji białoruskich, przewodniczący Białoruskiego Związku Kompozytorów, Ihar Łuczanok, proponował do zatwierdzenia hymn Radzima Biełaruś (Радзіма Беларусь), który napisał wraz z poetą Leanidem Drańko-Majsiukiem. Władze tłumaczyły wówczas, że należy odczekać pewien okres, niezbędny do normalizacji nowego porządku i wyznaczenia kierunku rozwoju państwa. W tym okresie używano hymnu z czasów radzieckich w wykonaniu instrumentalnym.
Konkurs na hymn Białorusi został ogłoszony 3 stycznia 2002 roku. Do komisji konkursowej, której przewodniczył wicepremier Uładzimir Drażyn, weszli ministrowie kultury i informacji, przedstawiciele parlamentu, naukowcy, urzędnicy oraz muzycy i kompozytorzy. W trakcie trwania narad prezes Związku Pisarzy Białoruskich, Wolha Ipatawa, wyraziła zdanie, że zwycięży muzyka hymnu BSRR, zaś słowa poprzedniego hymnu zostaną "przenicowane".
W dniach 7–9 czerwca 2002 roku media państwowe transmitowały kilka razy na dobę pięć potencjalnych hymnów Białorusi. Były to następujące utwory: Radzima maja darahaja (Радзіма мая дарагая) autorstwa poety Alesia Baczyły i kompozytora Uładzimira Ałounikaua, Himn "Żywie Biełaruś" (Гімн "Жыве Беларусь") lub Krasuj, Biełaruś! (Красуй, Беларусь!) poety Leanida Pranczaka i kompozytora Wasila Rainczyka oraz trzy prace poetów Dzmitryja Marazaua, Iwana Karendy, Michaiła Klimkowicza. Ten ostatni w swojej redakcji tekstu pozostawił kilka linijek hymnu BSRR. Podczas emisji w mediach pięciu wyróżnionych utworów przeprowadzono interaktywną ankietę. Przez trzy dni głosy oddało ponad sto osiemnaście tysięcy osób, z czego ponad pięćdziesiąt tysięcy poparło My, biełarusy. 10 czerwca 2002 roku komisja ogłosiła zwycięzcę konkursu. 2 lipca 2002 roku hymn został zatwierdzony przez prezydenta Alaksandra Łukaszenkę.
Komisja uznała, że muzyka do hymnu, napisana przez Niesciera Sakałouskiego w 1955 roku, najlepiej oddaje historyczną ciągłość białoruskiego narodu oraz cieszy się powodzeniem i szacunkiem kilku pokoleń Białorusinów. Autor nowego tekstu hymnu, Uładzimir Karyzna, wykorzystał fragmenty poprzedniego utworu, lecz jego tekst odzwierciedlał nowe polityczne, gospodarcze i społeczne aspekty rozwoju Białorusi. Podkreślał patriotyzm i pracowitość jej obywateli oraz przyjaźń między narodami.
Po zatwierdzeniu hymnu ministerstwo edukacji Białorusi stosuje do szkół i uczelni rekomendacje o sposobach przekazywania wiedzy na temat państwowych symboli Republiki Białorusi. Zgodnie z dokumentem uczniowie i studenci na zajęciach pozalekcyjnych lub lekcjach z wiedzy o społeczeństwie powinni przyswoić oficjalną wiedzę na temat hymnu, który zarówno poprzez muzykę, jak i słowa wyraża państwową ideologię, nawiązuje do historii i ustroju państwa oraz odzwierciedla jego cele. Uwypukla cechy narodu i jego godność.

## Podstawa prawna

### Hymn w konstytucji Białorusi
Według artykułu 19 rozdziału I Konstytucji Republiki Białorusi:

Symbolami Republiki Białorusi jako suwerennego państwa są jej flaga państwowa, godło państwowe i hymn państwowy.

### Rozporządzenie z 2 lipca 2002 roku
2 lipca 2002 roku Alaksandr Łukaszenka podpisał rozporządzenie o państwowym hymnie Republiki Białorusi (Аб Дзяржаўным гімне Рэспублікі Беларусь). Zgodnie z dokumentem hymn jest utworem muzyczno-poetyckim, który może być wykonywany w następujących wersjach: orkiestrowej, chóralnej, orkiestrowo-chóralnej lub w innej wokalnej bądź instrumentalnej formie. Hymn może być odtwarzany z nośników wideo i audio lub za pośrednictwem radia i telewizji. W każdym wykonaniu powinna zachodzić zgodność z zatwierdzonym tekstem i linią melodyjną.
Hymn Białorusi jest wykonywany w następujących okolicznościach: podczas ceremonii obejmowania urzędu prezydenta po złożeniu przysięgi prezydenckiej, przy otwarciu i zamknięciu posiedzeń Zgromadzenia Narodowego Republiki Białorusi i Rady Republiki Zgromadzenia Narodowego Republiki Białorusi, podczas podnoszenia flagi Białorusi oraz innych imprez o randze państwowej. Zgodnie z dyplomatycznym protokółem hymn odgrywany jest podczas powitania i pożegnania głów państw, składających oficjalne wizyty na Białorusi, oficjalnych przedstawicieli państw i przewodniczących organizacji międzynarodowych i międzyrządowych. Hymn wykonywany jest podczas ceremonii wojskowych (poszczególne przypadki reguluje statut Sił Zbrojnych Republiki Białorusi). Może być wykonywany podczas uroczystości odsłonięcia pomników i tablic pamiątkowych, poświęconych sławnym wydarzeniom z historii Białorusi, a także na cześć wybitnych działaczy państwowych, politycznych, społecznych i wojskowych, bohaterów narodowych, działaczy nauki i kultury, podczas otwarcia i zamknięcia uroczystych zebrań, poświęconych świętom państwowym, zebrań organów państwowych i organów władz lokalnych oraz innych organizacji. Państwowy hymn Białorusi transmitowany jest codziennie o szóstej rano i o północy w państwowych radiu i telewizji. Podczas udziału Republiki Białorusi w oficjalnych uroczystościach zorganizowanych na terenach obcego państwa hymn Białorusi jest wykonywany zgodnie z zasadami ustanowionymi przez białoruskie ministerstwo spraw zagranicznych oraz z uwzględnieniem tradycji państwa, w którym przebiega uroczystość. Podczas oficjalnych międzynarodowych imprez sportowych, organizowanych zarówno na terytorium Republiki Białorusi, jak i poza jej granicami, wykonywanie hymnu odbywa się zgodnie z ustanowionymi przez organizacje sportowe zasadami.
Podczas oficjalnego wykonania hymnu Białorusi wszyscy obecni słuchają go na stojąco, przy czym mężczyźni nie powinni mieć nakryć głowy. Nieprzestrzeganie rozporządzenia jest uznawane za znieważenie hymnu. Czyn ten jest karany.

### Ustawa z 17 maja 2011 roku
Zgodnie z punktem 1 artykułu 7 rozdziału 2 ustawy 262-З z 17 maja 2011 roku o prawie autorskim i prawach pokrewnych (Аб аўтарскім праве і сумежных правах) hymn nie jest utworem chronionym prawem autorskim.

## Treść hymnu
W pierwszej strofie zbiorowy podmiot mówiący hymnu, wspólnota Białorusinów, prezentuje się jako społeczność pokojowa, oddana ojczystej ziemi, przyjazna, wytrwała, pracowita i wolna. Druga strofa odwołuje się do przeszłości narodu: przypomniane zostają zwycięskie bitwy o wolność i spokojne życie Białorusinów. Ostatnia strofa wskazuje na imperatyw, jakim jest dająca siłę przyjaźń narodów. Hymn zamyka apostrofa do zwycięskiego sztandaru radości, który wznieść ma się dumnie w przestworza. Refren dzielący kolejne strofy w wezwaniach do Ojczyzny wysławia imię kraju, braterstwo narodów, życzy Białorusi rozkwitu i wiecznego trwania.
| (zapis cyrylicą) Мы, беларусы – мірныя людзі, Сэрцам адданыя роднай зямлі, Шчыра сябруем, сілы гартуем Мы ў працавітай, вольнай сям'і. Слаўся, зямлі нашай светлае імя, Слаўся, народаў братэрскі саюз! Наша любімая маці-Радзіма, Вечна жыві і квітней, Беларусь! Разам з братамі мужна вякамі Мы баранілі родны парог, У бітвах за волю, бітвах за долю Свой здабывалі сцяг перамог! Слаўся, зямлі нашай светлае імя, Слаўся, народаў братэрскі саюз! Наша любімая маці-Радзіма, Вечна жыві і квітней, Беларусь! Дружба народаў – сіла народаў – Наш запаветны, сонечны шлях. Горда ж узвіся ў ясныя высі, Сцяг пераможны – радасці сцяг! Слаўся, зямлі нашай светлае імя, Слаўся, народаў братэрскі саюз! Наша любімая маці-Радзіма, Вечна жыві і квітней, Беларусь! |  | (transkrypcja polska) My, biełarusy – mirnyja ludzi, Sercam addanyja rodnaj ziamli, Szczyra siabrujem, siły hartujem My u pracawitaj, wolnaj siamji. Słausia, ziamli naszaj swietłaje imia, Słausia, narodau braterski sajuz! Nasza lubimaja maci-Radzima, Wieczna żywi i kwitniej, Biełaruś! Razam z bratami mużna wiakami My baranili rodny paroh, U bitwach za wolu, bitwach za dolu Swoj zdabywali sciah pieramoh! Słausia, ziamli naszaj swietłaje imia, Słausia, narodau braterski sajuz! Nasza lubimaja maci-Radzima, Wieczna żywi i kwitniej, Biełaruś! Drużba narodau – siła narodau – Nasz zapawietny, sonieczny szlach. Horda ż uzwisia u jasnyja wysi, Sciah pieramożny – radasci sciah! Słausia, ziamli naszaj swietłaje imia, Słausia, narodau braterski sajuz! Nasza lubimaja maci-Radzima, Wieczna żywi i kwitniej, Biełaruś! |

## Krytyka hymnu
Ihar Łuczanok wskazał cztery błędy w tekście hymnu: językowy, dwa ortograficzne oraz poetycki. Błąd językowy ma polegać na użyciu w tekście białoruskim rosyjskiego słowa imia z akcentem na pierwszą sylabę – і́мя. W języku białoruskim akcent powinien padać na ostatnią sylabę – імя́. Błędy ortograficzne widać w użyciu litery Ўў w wersie Ў бітвах за волю, ў бітвах за долю. Zgodnie z ortografią białoruską Ўў nie może być pisana po spółgłoskach, przecinkach czy też zaczynać zdania. W obu przypadkach użycia Ўў przed literą znajduje się przecinek. Przytoczony przez Łuczankę wers występował w hymnie BSRR. Krytyka Łuczanoka przyniosła skutek, w zatwierdzonym hymnie Republiki Białorusi błędy ortograficzne zostały poprawione: У бітвах за волю, бітвах за долю. Ostatni błąd polega na niekonsekwentnej wersyfikacji. Wersy parzyste zwrotek posiadają po dziewięć sylab z wyjątkiem wersu Сэр-цам ад-да-ны-я род-най зям-лі, na który składa się dziesięć sylab.
Według muzykologa Kiryła Nasajeua hymn Białorusi jest przestarzały. Słowa pieśni są trudne do zapamiętania. Wybrany w konkursie na hymn państwowy wariant tekstowy nie współgra z melodią. Wśród konkursowych kompozycji lepszym rozwiązaniem byłby utwór Himn "Żywie Biełaruś", proponowany przez kompozytora Wasila Rainczyka i poetę Leanida Pranczaka. Białoruski hymn jest pozbawiony energii i dumy z bycia Białorusinem, nie niesie ze sobą najważniejszego przekazu: połączenia liryki i walki. Jako symbol państwa i narodu nie spełnia swojego zadania – nie jest emocjonalnym filarem idei. Kraj jest podzielony, a w razie niebezpieczeństwa hymn nie zjednoczy społeczeństwa białoruskiego. Mentalnie pod względem melodii i słów Białorusinom bliższa jest pieśń Radzima maja darahaja autorstwa poety Alesia Baczyły i kompozytora Uładzimira Ałounikaua. 
Kompozytor Andrej Frałou uważa, że wybrany tekst nowego hymnu, składający się z kombinacji znanych słów, zawiera niepojęte zaklęcia o swobodę i narodowe wartości. Jego zdaniem nieszczera i pompatyczna muzyka napisana przez Sakałauskiego przypomina o sowieckim okresie w dziejach Białorusi. Wraz z flagą i godłem państwa stanowi całość, odwołującą się wprost do komunistycznej przeszłości Białorusi. Podobne zdanie jak Frałou wyraziła amerykańska organizacja Freedom House, która w swoim raporcie z 2003 roku negatywnie odniosła się do hymnu Białorusi, uważając go za element procesu przywracania radzieckiej symboliki i walki z wcześniejszą symboliką niepodległościową.